# Das Pflugwesen – es entwickelt sich
Das Pflugwesen – es entwickelt sich ist ein Dokumentarfilm des DEFA-Studios für Dokumentarfilme von Winfried Junge aus dem Jahr 1987. Der Titel des Dokumentarfilmes verweist auf das in der DDR bekannte geflügelte Wort „Das Flugwesen, es entwickelt sich“ aus der Erzählung Die Kuh im Propeller.

## Handlung
In der Nähe von Leipzig trifft sich auf einem frisch abgeernteten Feld eine Nationalmannschaft zum Training. Die Mannschaft besteht aus acht Aktiven und Betreuern, einen Cheftrainer gibt es auch. Die Mitglieder haben in Kreis-, Bezirks- und DDR-Meisterschaften gesiegt und sich somit für die Nationalmannschaft im Pflügen qualifiziert, die sich jetzt auf eine internationale Meisterschaft vorbereitet.
Ein Teilnehmer kommt aus Schmölln und wurde extra für diese Meisterschaft von der Nationalen Volksarmee freigestellt. Er zieht mit seinem Traktor aus dem Traktorenwerk Schönebeck in der Kategorie 2 einen Vierscharpflug. Mit der Spaltfurche fängt alles an, man muss an der richtigen Stelle einsetzen und die Furche gerade und in gleicher Linie halten. Eine Lehrausbilderin aus dem Volkseigenen Gut Schwerin-Warnitz beteiligt sich in der Kategorie 1, mit einem Dreischarpflug. Trainer Osterwald befindet sich bei Temperaturen um 31 °C im Härtetest, da er seine Kontrollgänge zu Fuß absolviert. Der Pflug muss eine glatte Furchenwand hinterlassen, der Boden nochmal gewendet sein. Das schwerste Gerät, ist der Achtscharpflug, der von einem Traktoristen aus Neubrandenburg in der Kategorie 3 gezogen wird.

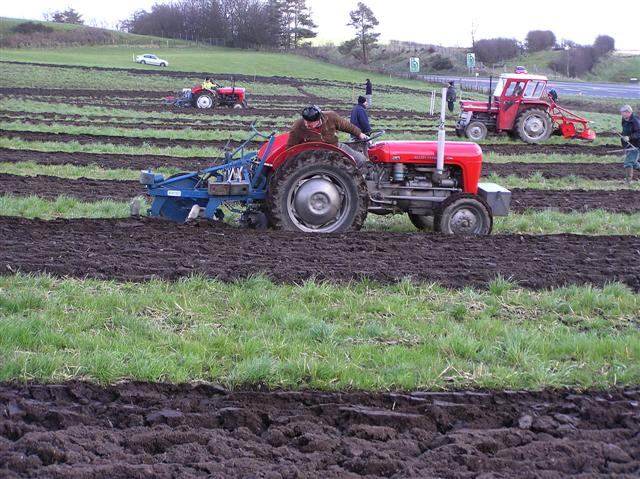
Leistungspflügen (hier Großbritannien 2009)

Im Herbst 1986 treffen sich 7 Teilnehmerinnen und 34 Teilnehmer aus 6 sozialistischen Ländern in der Ungarischen Volksrepublik zu einer RGW-Meisterschaft im Leistungspflügen. Eine wichtige Aufgabe ist die Vorbereitung des Pfluges, die viel Gewissenhaftigkeit erfordert. Ein ungarischer Teilnehmer berichtet, dass solch ein Wettbewerb nicht nur Vergnügen bringt, sondern auch neue Erfahrungen für die tägliche Arbeit vermittelt. Inzwischen wird die mitgebrachte nationale Technik in Höchstform versetzt. Am Abend gibt es noch einmal eine Besprechung, auf der die Tagesordnung für den Wettkampftag und die Anzugsordnung festgelegt und anschließend gleich bekannt gegeben wird.
Am Tag des Wettkampfs gibt es erst ein kaltes Büfett, an dem alle Teilnehmer in Ausgehkleidung teilnehmen. Dann wird durch das Los die Vergabe der Parzellen an die 41 Teilnehmer entschieden und jeder erhält eine Rückennummer. Vor Beginn des Wettkampfes wird noch, wie es sich gehört, ein Gelöbnis der Teilnehmer gesprochen. Mit der ungarischen Nationalhymne, gespielt von einer Blaskapelle, und dem Hissen der Flaggen kann an diesem 2. Oktober 1986 der Kampf beginnen, ohne dass ein Startschuss fällt. Der Wettkampf dauert genau 90 Minuten und Schnelligkeit bringt hier auch Punkte. Als Zeit wird nur die reine Zeit des Pflügens gezählt, ohne Vorbereitungen und Messungen. Immer mehr Zuschauer treffen ein, manche sogar mit Bussen. Noch am Abend erfolgt die Auswertung und Prämierung, zu der sich die Schiedsrichter lange nicht einigen können. Den ersten Platz in der Mannschaftswertung belegt die ČSSR, die DDR erreicht das erste Mal den zweiten Platz. Anschließend erfolgt die Medaillenvergabe an die besten Einzelpflüger, wobei die ersten Plätze der zweiten und die dritten Kategorie an Vertreter der DDR gehen. Mit einem Tanzabend geht der Tag zu Ende.

## Produktion und Veröffentlichung
Das Pflugwesen – es entwickelt sich wurde von der Künstlerischen Arbeitsgruppe „document“ auf ORWO-Color gedreht. Die Premiere fand anlässlich des 10. Nationalen Festivals des Dokumentar- und Kurzfilms der DDR für Kino und Fernsehen Anfang Oktober 1987 in Neubrandenburg statt. Ab 15. April 1988 lief er in den Kinos der DDR.
Den Kommentar schrieb Uwe Kant. Die Dramaturgie lag in den Händen von Manfred Wolf.
Der Film erschien 2019 in der Edition Jenseits von Golzow zusammen mit 14 weiteren Dokumentarfilmen von Winfried Junge bei Absolut Medien auf DVD.

## Kritik
Ursula Meves und Ralph Kotsch schrieben im Neuen Deutschland:

„Für heitere Töne sorgte Winfried Junges Reportage ‚Das Pflugwesen – es entwickelt sich‘. So amüsant wie der Titel ist auch der Film. In einer glücklichen Mischung von Humor und Sachlichkeit berichtet er von den RGW-Meisterschaften im Leistungspflügen 1986 in Ungarn.“